# Аска (Вишеград)
Аска је удружење жена обољелих и лијечених од карцинома дојке које постоји у Вишеграду. Основано 4. новембра 2006. године са сједиштем у Вишеграду. Удружење дјелује на простору источног дијела Републике Српске. Циљ Удружења је едукација здравог становништва о самопрегледу дојки. Мисија, смањена стопа смртности.

### Први кораци
Искуство жене која је преживјела рак дојке родила се идеја о оснивању Удружења.

## Област дјеловања
- Едукација: психолошка подршка, здравствена, група самопомоћи (за пацијенткиње и њихове чланове породице).
- Активности: Креативне радионице (за обољеле и за здраве жене), циљ, заједнички рад кроз размјењивање искуства и едуковање здраве популације како би водили више рачуна о свом здрављу.
- Психолошке радионице: за жене које су обољеле и које пролазе кроз терапију. Психолошка подршка важи и за чланове породице обољеле жене.
- Здравствене радионице: Подршке кроз клиничке прегледе љекара специјалисте за обољеле и за здраве жене. Едукација кроз разговор са женама о самопрегледу, лијечењу, терапијама, исхрани. Удружење Аска је у Асоцијацији са још 23 Удружења која се баве проблематиком рака дојке.

## Догађаји
Заједничка активност шетња - трка за оздрављење која се одржава једном годишње у октобру мјесецу у Сарајеву има за циљ да подигне свијест о раку дојке. Средства прикупљена на трци су за: бесплатне мамографске прегледе, дане здравља (бесплатни гинеколошки прегледи, мјерење притиска и шећера у крви ), пакетиће прве помоћи за обољеле жене (прва протеза, мелем и уља за опекотине и ране од зрачне терапије, брошуре, лоптицу за вјежбу руке).
Бесплатни мамографски прегледи се обављају у мјестима гдје то није доступно и гдје жене нису у финансијској могућности да исти плате. Кроз активности се директно помаже женама за лијекове који нису на позитивној листи а јако су скупи. Заједничким снагама се дјелује да се промјене закони да иста права у лијечењу имају жене у РС и ФБиХ. Учешћем у Кампањи Загрљај Подршке 2007/2008 године Дом Здравља добио је мамографски апарат.